# 峨眉湖
大埔水庫，位於台灣新竹縣峨眉鄉，屬於中港溪上游峨眉溪，集水區面積為100平方公里，滿水位面積為1.35平方公里，設計總容量為900萬立方公尺，現存有效容量為472萬立方公尺。屬於地區型小型灌溉水庫。

## 簡介
大埔水庫俗稱峨眉湖，位於新竹縣峨眉鄉湖光村，它是集峨眉溪上游的溪水而成的水庫，1956年7月開始動工，1960年6月，1961年開始供水，主要供應香山、寶山、竹南、頭份一帶的灌溉及工業用水，同時兼具防洪的功能，是全台最早由國人自行設計興建的水庫工程。管轄權屬於農田水利署苗栗管理處。2000年11月內政部解除水庫的保護令將水庫由重要水庫降為公共給水水庫，峨眉鄉開始發展觀光業。
政府單位在興建大埔水庫（峨眉湖）時，曾修築了五座吊橋，方便兩岸往來交通，現今只剩下細茅埔吊橋，是情侶最愛攜手散步的地點。

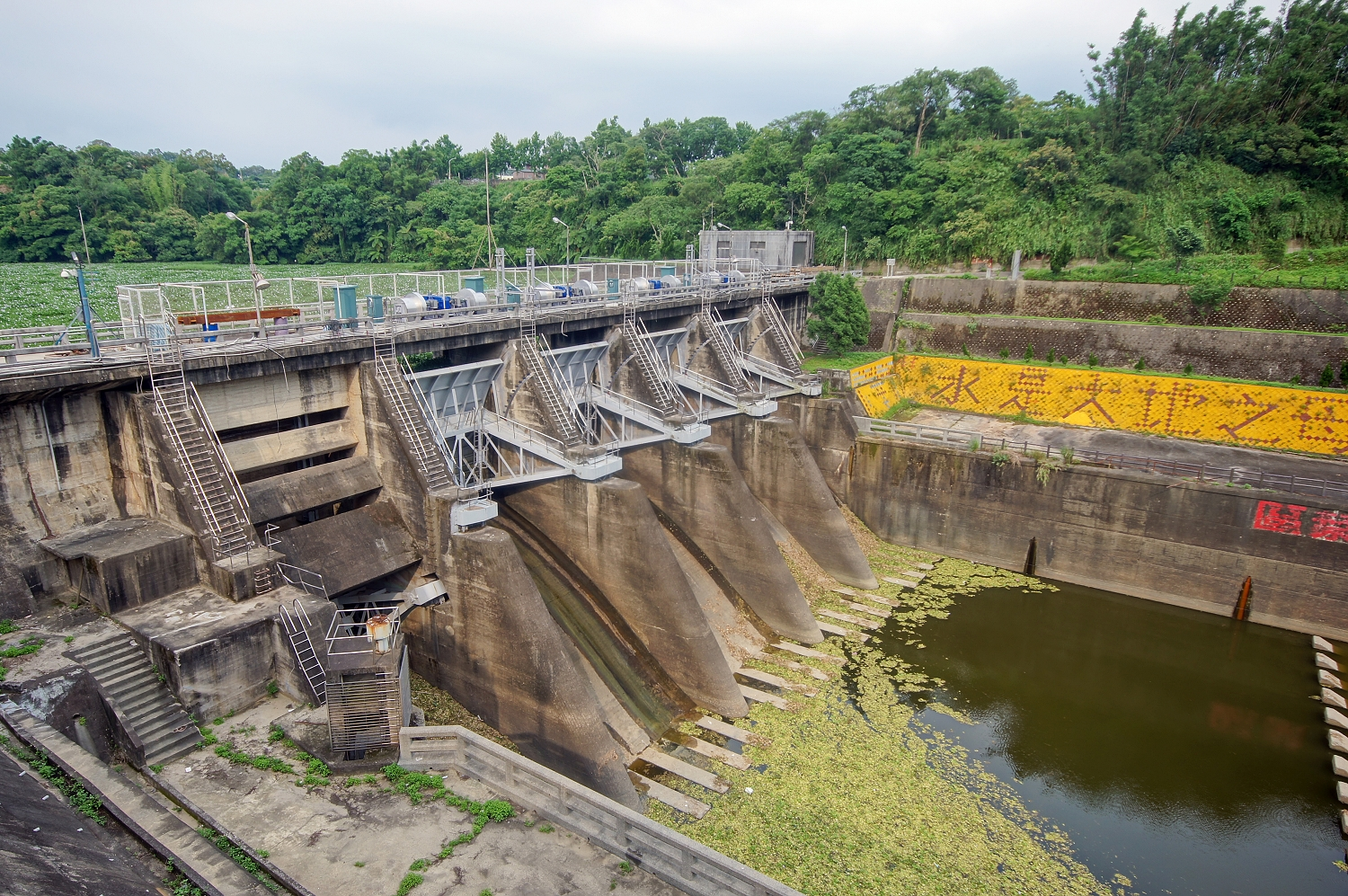
大埔水庫壩體

## 沿革
1954年10月開工，1960年完工。

## 結構
大埔水庫的溢洪道共設有4座閘門，排沙閘門1座。主壩之壩型為閘門控制溢流壩，壩長約為98.8公尺、寬約7公尺、高24.4公尺，有四個溢洪道，一個排沙門，但因進水量似乎不足，真正有計劃性排洪的時日並不長。壩邊並有一座完工紀念碑，由蔣夢麟先生所提的制天而用四個大字。